# Crisis de los Euromisiles
La Crisis de los Euromisiles fue una crisis diplomática y militar que enfrentó a las potencias de la OTAN y el Pacto de Varsovia, durante finales de los años 70 y principios de los 80. El eje del conflicto fue la instalación en Europa  por parte de la URSS (y posteriormente también la OTAN en respuesta), de misiles balísticos de alcance medio, que tenían dentro del rango de alcance nuclear a todo el continente, los cuales fueron apodados como euromisiles. Es considerado como uno de los capítulos más tensos de la Guerra Fría, comparable a la Crisis de los Misiles de Cuba.

## Comienzo de la Crisis

La URSS dividió Europa con el Telón de Acero

En 1977, en la Europa dividida por el Telón de Acero, el líder soviético Leonid Brézhnev impulsó desde el Kremlin un programa de renovación de los misiles nucleares de los países del Pacto de Varsovia. Comenzaron a instalar misiles SS-20, tanto en suelo soviético, como dentro del territorio de la RDA y de Checoslovaquia. Estos nuevos misiles balísticos portaban varias cabezas nucleares y tenían un alcance máximo de 5.500 km. Esto suponía para el soviet tener alcance nuclear directo a cualquier rincón de Europa y por tanto, una clara superioridad ofensiva frente a los miembros de la alianza atlántica. 
La República Federal Alemana, uno de los principales objetivos soviéticos en Europa, lanzó la voz de alarma ante la extrema gravedad de la situación. El canciller Helmut Schmidt hizo un llamamiento a la OTAN y al presidente estadounidense Carter para que tomaran cartas en el asunto. Dado que sobre Alemania pesaban restricciones militares desde 1945, era de vital importancia para la Alemania Occidental que se diera una férrea respuesta en bloque.
El 12 de diciembre de 1979, la OTAN presenta su respuesta en una cumbre. A este acuerdo se le conoce popularmente como la Doble Decisión, dado que era un plan de 2 partes. Se establecía un plazo de 4 años para negociar con el Kremlin la resolución del conflicto. En caso de fracasar la diplomacia, la OTAN instalaría en suelo europeo una amplia red de misiles para equiparar las fuerzas. De este modo, se instalarían 108 misiles balísticos Pershing II, íntegramente en Alemania Occidental y 464 misiles de crucero BGM-109G Gryphon, que serían instalados en la RFA, Reino Unido, Italia, Bélgica y Holanda.
Con estos nuevos misiles, la OTAN tendría a Moscú dentro de su alcance nuclear, algo que fue calificado como "inaceptable" por el gobierno soviético. Daba comienzo así una crisis inmersa en una escalada de tensiones que se prolongaría durante varios años. Dado que el conflicto se basaba en la instalación de misiles de medio alcance para Europa, se comenzó a llamarlos popularmente Euromisiles.

## Evolución

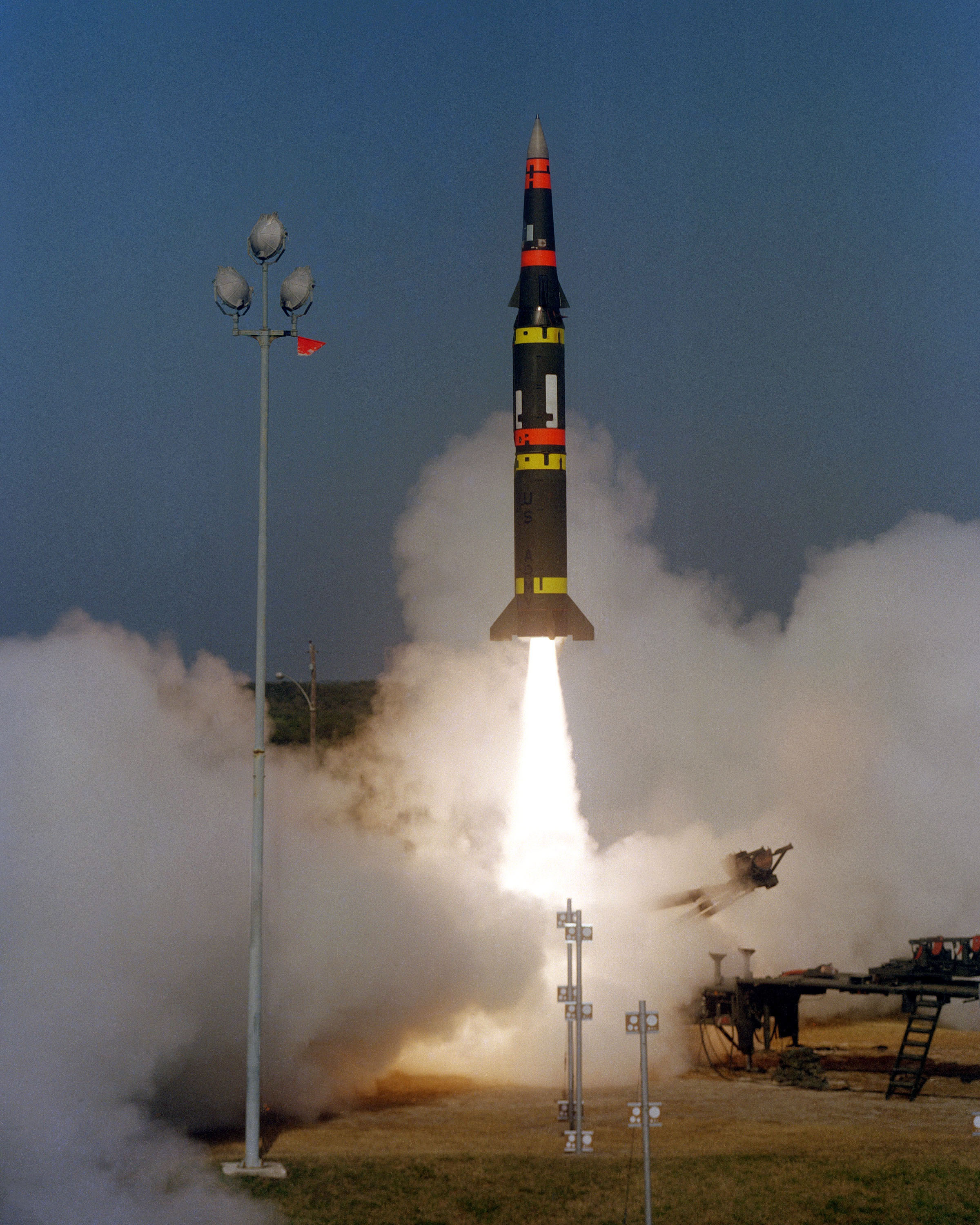
Misil Pershing II, como los desplegados en Alemania del Oeste

En Bonn, la primavera de 1981, la Doble Decisión de la OTAN fue aprobada por el Bundestag. En noviembre del mismo año comenzaban las negociaciones en la ciudad suiza de Ginebra. Por una parte, Brézhnev proponía una moratoria en la instalación de más misiles hasta que se alcanzara un acuerdo, pero esto no era aceptado, ya que una moratoria en esas condiciones supondría mantener sine-die la superioridad soviética. Por la otra parte, el nuevo presidente de Estados Unidos, Ronald Reagan, proponía la llamada Opción Cero, que consistía en llegar a un acuerdo en la que el bloque occidental se comprometía a no instalar ningún misil nuclear en suelo europeo, si Moscú retiraba todos los que tenía. Esto no fue aceptado por el Kremlin, dado que en las negociaciones solo se hablaba de armamento estadounidense, y no incluía las cabezas nucleares que al margen, tenían Reino Unido y Francia.
El diálogo se volvió aún más complicado debido a la inestabilidad política de la URSS. El país se enfrentó al fallecimiento de varios dirigentes de forma consecutiva, teniendo 4 secretarios generales en menos de 3 años. Dado que cada heredero era igualmente anciano y enfermo, muchas veces, el estado de salud del líder en cuestión era tan precario que las negociaciones se hacían de espaldas a ellos por miembros de menor rango, lo que provocaba una mayor desconfianza en sus interlocutores. Leonid Brézhnev murió en noviembre de 1982, su sustituto Yuri Andrópov murió en febrero de 1984 y el sustituto de este, Konstantín Chernenko, murió en marzo de 1985.
1983 fue el año más importante en el conflicto. La llegada de Andrópov trajo consigo una propuesta para la reducción de sus misiles, pero fue rechazada por Washington, ya que no se tenía en cuenta el número de cabezas nucleares (cada misil soviético albergaba 3 cabezas, mientras los estadounidenses 1). Las negociaciones, de varios años de duración, parecían no llegar nunca a buen puerto. La nueva hegemonía de gobiernos de derechas en el bloque occidental (Helmut Kohl en Alemania, Margaret Tatcher en el R.U. y Ronald Reagan en los EE. UU.) eran más partidarios de instalar sus misiles y una vez en igualdad, seguir negociando. Por su parte, el Kremlin aseguraba que si los misiles estadounidenses eran desplegados en la RFA, ellos se retirarían por completo de las negociaciones de Ginebra.
A comienzos de noviembre de 1983 tiene lugar un episodio de máxima tensión. Se pusieron en marcha unos ejercicos de maniobras de la OTAN, llamados Able Archer 83, en los cuales se hizo un simulacro de decretar el estado DEFCON 1, lo cual fue interpretado por el KGB y las autoridades soviéticas como una amenaza real que podría desencadenar un ataque nuclear occidental. 
Finalmente, expirado el plazo de 4 años establecido por la OTAN para negociar, el Bundestag votó el 22 de noviembre de 1983, a favor de la aprobación del despliegue de los misiles. Hubo 286 votos del sí, por parte de la coalición de gobierno CDU-CSU/FDP y 226 votos en contra de la izquierda. A partir del día siguiente, los Pershing II comenzaron a ser desplegados en tres localizaciones al sur del país, todas próximas a Stuttgart: Mutlangen, Neckarsulm y Neu-Ulm. En respuesta, los soviéticos siguieron con la escalada, instalando nuevos misiles en la RDA y Checoslovaquia, así como incrementando notablemente su presupuesto militar.

## Desenlace

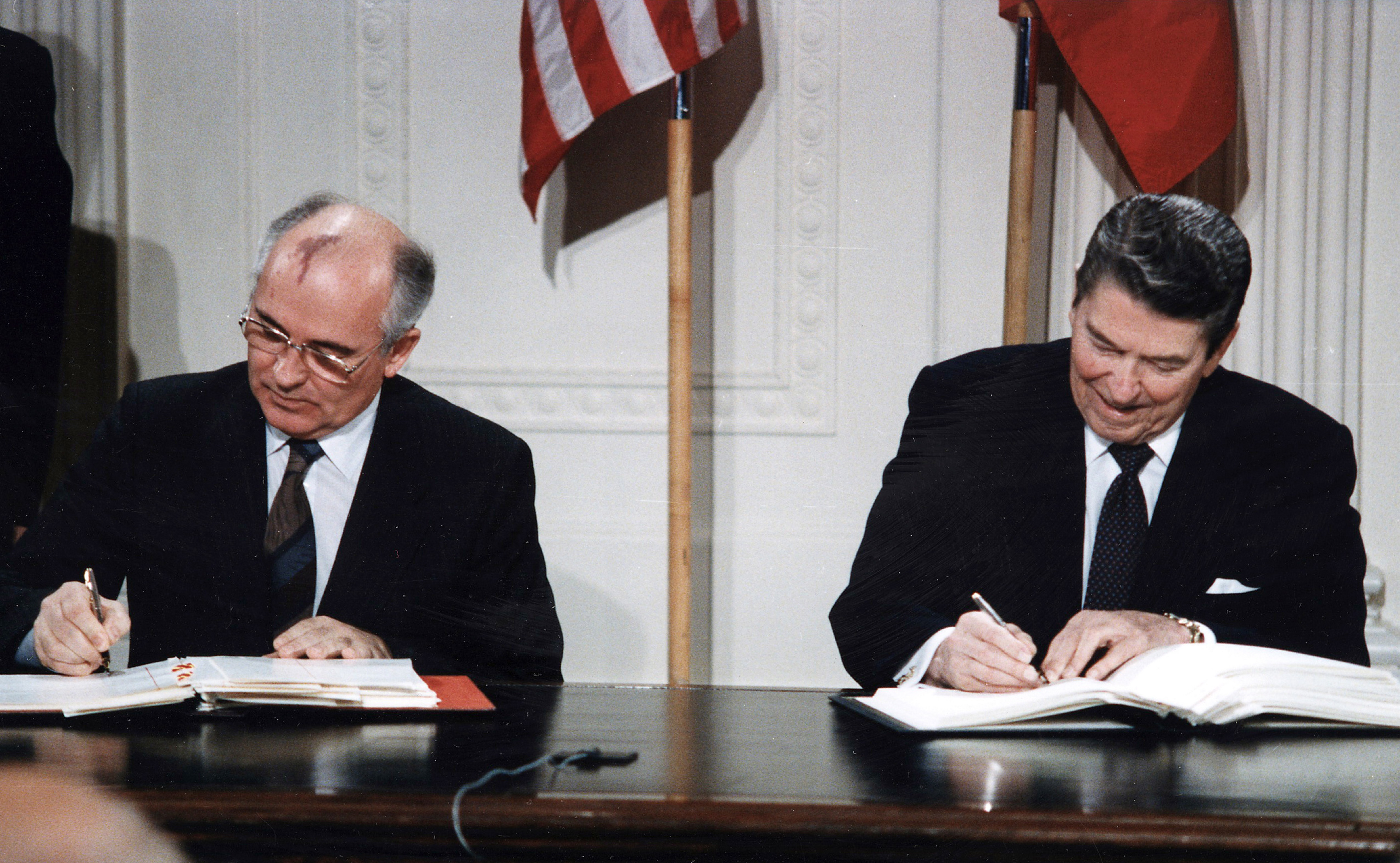
Gorbachov y Reagan firman el fin de los euromisiles

Las tensiones y el incremento del arsenal nuclear continuó en ambas direcciones, hasta la llegada en 1985 de Mijaíl Gorbachov. El nuevo líder soviético, mucho más joven que sus antecesores, profesaba un marcado carácter negociador y aperturista. Su propuesta para modernizar la URSS mediante el proceso de la Perestroika, sirvió para rebajar la gran tensión vivida durante la primera mitad de la década. 
Gorbachov y Reagan mostraron una buena sintonía y llevaron a cabo varias cumbres con las que terminaron por resolver el conflicto. A finales de 1985 ambos se reunieron en Ginebra, en la primera cumbre presidencial entre ambos países desde 1979. Aunque no se esperaba ningún acuerdo, sirvió para que ambos comenzaran a debatir el hecho de que había que ponerle freno a la disparatada carrera armamentística. En 1986 tuvo lugar la Cumbre de Reikiavik, en la capital de Islandia. Ambos líderes hicieron propuestas de profundo calado. Reagan propuso la prohibición de los misiles balísticos en un plazo de 10 años. Gorbachov, sensibilizado tras la reciente catástrofe de Chernóbil, incluso llegó a proponer la eliminación global de armas nucleares. Pero finalmente la cumbre finalizó sin ningún acuerdo, aunque sí se sentaron algunas bases.
En la Cumbre de Washington, en 1987, se firma finalmente el Tratado INF (Tratado sobre Fuerzas Nucleares de Rango Intermedio). En el mismo, se acuerda desmantelar todos los misiles balísticos o de crucero que tengan un rango de alcance entre 500 y 5500 km, es decir, los conocidos como euromisiles. Se ponía así fin a la peligrosa escalada nuclear que había tenido en vilo al continente durante los 10 años anteriores. Desde la entrada en vigor del acuerdo, el 1 de junio de 1988 hasta el mismo día de 1991, se desmantelaron un total de 2692 misiles, 846 estadounidenses y 1.846 soviéticos.

## Protestas

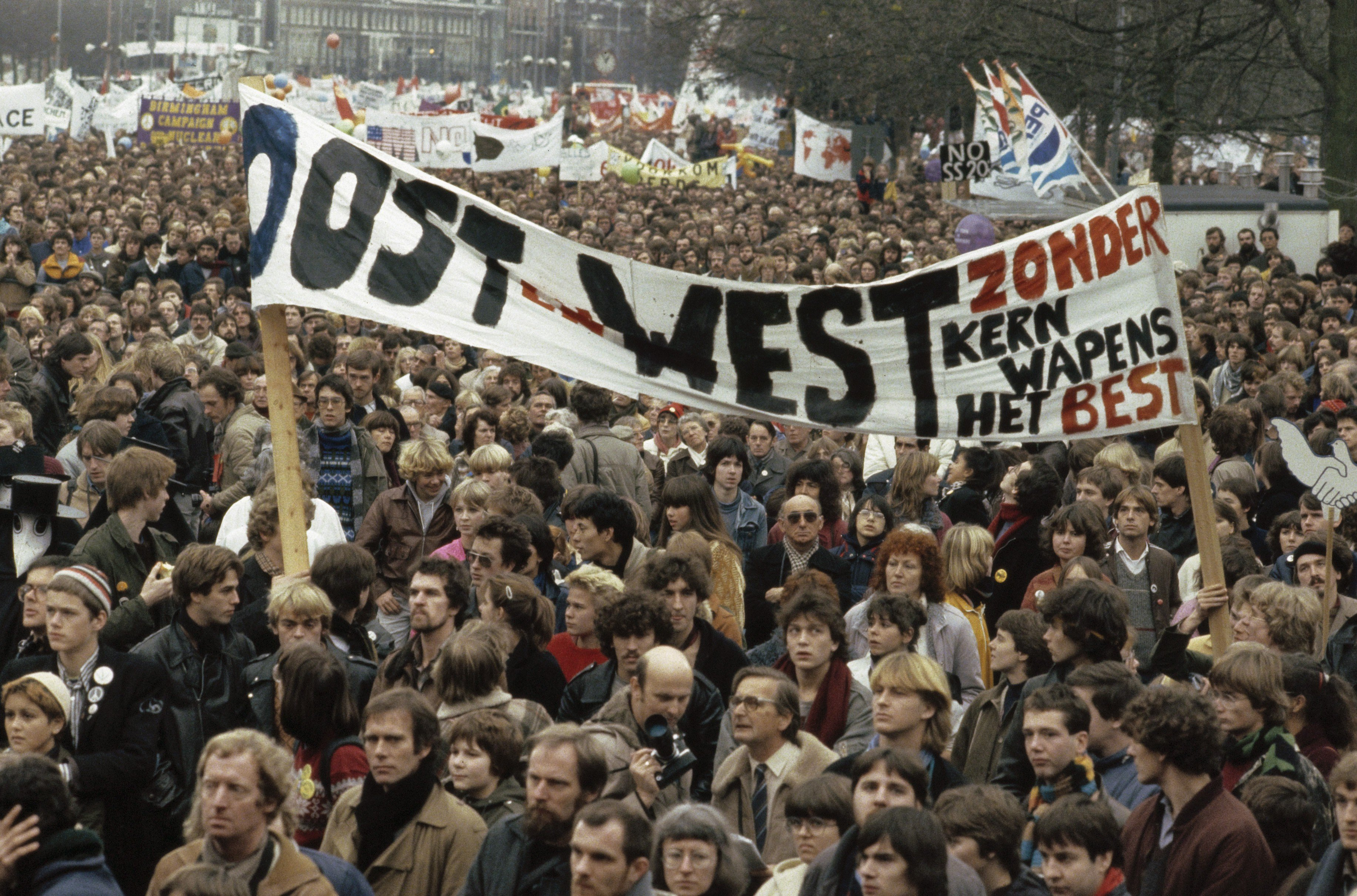
Protesta contra las armas nucleares en Ámsterdam en 1981

Durante los comienzos de la crisis se vivieron grandes movilizaciones en contra de la instalación de los misiles estadounidenses. La URSS movilizó a todos los partidos comunistas que aun estaban bajo su influencia y que hacían campaña anti-OTAN. En Londres se creó un movimiento llamado European Nuclear Disarmament, que realizó manifestaciones en distintas capitales europeas. Solicitaban el desarme nuclear de Europa, pero solo de Europa occidental, sin hacer mención a la oriental. En 1983, diversos grupos pacifistas de izquierdas, crearon concentraciones multitudinarias en la entonces capital alemana, Bonn, e incluso una cadena humana desde Stuttgart hasta la primera base donde fueron instalados los misiles.
Las protestas provocaron el hundimiento del propio gobierno alemán. Los diputados del partido gobernante, el socialista SPD, dejaron solo al canciller Helmut Schmidt, siguiendo en masa al presidente del partido Willy Brandt, que estaba en contra del despliegue armamentístico en la RFA. El partido liberal FDP retiró también su apoyo al gobierno, provocando una moción de censura en octubre de 1982 contra Schmidt, tras la que se eligió como nuevo canciller al conservador Helmut Kohl, mucho más firme y favorable al despliegue.
A nivel internacional, el presidente francés Mitterrand dio su apoyo a la instalación de los misiles. Felipe González, con una España que había ingresado en la OTAN meses antes, expresó que su interés era el de la Opción Cero y que ninguno de los dos bloques desplegara cabezas nucleares en Europa, pero si esto no ocurría, apoyaba la tesis atlántica de negociar, pero desplegar los misiles en 1983 si estas negociaciones fracasan. El primer ministro socialista de Suecia, Olof Palme, defendió en cambio los intereses soviéticos frente a los europeos. 
En Alemania Occidental mientras tanto, los favorables al despliegue usaban como eslogan la frase: Más vale un Pershing en el jardín, que un SS-20 en el tejado.

## Los euromisiles en la cultura
- La película Octopussy (1983), de la saga James Bond, tiene como trasfondo la crisis de los euromisiles.
- La canción 99 Luftballons (1983), hace una crítica satírica sobre una guerra nuclear entre los 2 bloques, provocada por una masa de globos que cruzan a la RDA saltando el Muro de Berlín.
- La serie alemana Deutschland 83, narra los sucesos vividos en el país durante la crisis de los euromisiles.